# Муромцев, Сергей Николаевич
Серге́й Никола́евич Му́ромцев (1898—1960) — советский микробиолог, биолог, доктор биологических наук (1935), академик ВАСХНИЛ (1948), полковник медицинской службы.

## Биография
Родился 14 (26 мая) 1898 года в селе Маккавеево Касимовского уезда (ныне Рязанская область).
Окончил 1-й Московский государственный университет в 1923, спецкурс ВАХЗ имени К. Е. Ворошилова в 1932. Работал научным сотрудником Бухарского тропического института с 1923 по 1925, затем Московского областного института инфекционных болезней с 1925 по 1927. Старший научный сотрудник специальной лаборатории Научно-исследовательского химического института Красной Армии с 1928 по 1934. Принимал непосредственное участие в организации Государственного института по контролю ветеринарных биопрепаратов с 1931 по 1932. Заведующий лабораторией микробиологии во ВНИИ экспериментальной ветеринарии с 1932 по 1938.
С 1937 по совместительству служил в органах государственной безопасности СССР, где заведовал токсикологической лабораторией НКВД — МГБ и ставил опыты на заключённых, вводя им яды. Был уволен по болезни в 1951.
Старший научный сотрудник ВАСХНИЛ с 1939 по 1956. Член ВКП(б) с 1940 года. С 1956 возглавлял Научно-исследовательский институт эпидемиологии и микробиологии им. Н. Ф. Гамалеи.
Умер 14 декабря 1960 года. Похоронен в Москве на Новодевичьем кладбище рядом с сыном (участок № 8).

### Научная деятельность

Могила С. Н. Муромцева и его сына на Новодевичьем кладбище Москвы

Основные научные работы посвящены вопросам общей, медицинской и ветеринарной микробиологии, в частности, фагопрофилактике и терапии инфекционных болезней. Разработал и внедрил в производство методы изготовления и применения вакцины против эмфизематозного карбункула крупного рогатого скота. Предложил быстрый способ микроскопической диагностики бешенства у животных (мазки из мозга), методы выращивания патогенных анаэробов при свободном доступе воздуха, новые методы приготовления полужидких вакцин против ряда инфекционных болезней животных. Разработал новый метод вакцинации против сыпного тифа. Занимался вопросами изменчивости микробов и проблемой иммунитета. Способствовал внедрению достижений медицины в практику сельского хозяйства.

### Семья
- жена — Вера Григорьевна Муромцева;
- сын — Георгий Сергеевич Муромцев, доктор биологических наук, профессор, Действительный член Российской академии сельскохозяйственных наук, вице-президент Всероссийского общества физиологов растений.

### Звания
- полковник медицинской службы.

### Награды
- орден Красной Звезды
- орден «Знак Почёта»
- ещё два ордена и медали
- Сталинская премия второй степени (1946) — за научную разработку новых методов культивирования микробов и изготовления из них прививочных препаратов, получивших широкое применение в борьбе с инфекционными заболеваниями с/х животных, изложенных в монографии «Полужидкие вакцины» (1944)[4]

## Публикации
- Новый принцип изготовления вакцин (полужидкие вакцины). — М.: Сельхозгиз, 1933. — 33 с. — (Новое в сел. хоз-ве; Вып. 1(25)).
- Шумящий карбункул крупного рогатого скота. — М.: Гос. изд-во колх. и совх. лит., 1933. — 62 с.
- Копытная болезнь северных оленей: Материалы бригады НКЗ РСФСР и Оленеводтреста за 1934 г. — Л.: Изд-во Главсевморпути, 1935. — 48 с.
- Полужидкие вакцины. — М.: Сельхозгиз, 1944. — 119 с.
- Проблемы современной микробиологии в свете мичуринского учения, М., 1950.
- Изменчивость микроорганизмов и проблемы иммунитета. — М.: Сельхозгиз, 1953. — 260 с.

Всего опубликовано более 100 научных трудов, в том числе более 20 книг и брошюр.